# Don't Bother Me
Don't Bother Me (Harrison) är en låt av The Beatles från 1963. 

## Låten och inspelningen
Detta var George Harrisons första bidrag som kompositör på en Beatlesplatta. Han skrev den då han låg sjuk på ett hotell i Bournemouth, mitt under en turné i augusti 1963. Låten skildrar visserligen den känsla Harrison hade just då men kan även ses som ett allmänt uttryck för dennes mer tillbakadragna sidor, något han halvt om halvt medgivit. Beatles misslyckades spela in den 11 september 1963 och fick arrangera om den för en ny session dagen därpå. Man gjorde då om arrangemanget något och lät Ringo spela bongos. Låten kom med på Beatles andra LP With the Beatles som utgavs i England 22 november 1963. I USA utgavs den 20 januari 1964 på en LP vid namn Meet the Beatles!.